# Julie Dorn-Jensen
Julie Dorn-Jensen (* 8. Juli 1977) ist eine ehemalige dänische Squashspielerin. 

## Karriere
Julie Dorn-Jensen spielte von Ende der 1990er- bis Anfang der 2000er-Jahre auf der WSA World Tour. Mit der dänischen Nationalmannschaft nahm sie 1994, 1996, 1998, 2000 und 2002 an der Weltmeisterschaft teil, ebenso gehörte sie mehrfach zum dänischen Kader bei Europameisterschaften. 2001 gelang ihr mit der Mannschaft bei den Europameisterschaften der Finaleinzug. Nach einer 0:3-Niederlage gegen England wurde Dorn-Jensen Vizeeuropameisterin.
Sie wurde 1996 und 1997 dänische Landesmeisterin.

## Erfolge
- Vizeeuropameisterin mit der Mannschaft: 2001
- Dänische Meisterin: 1996, 1997